# Karhula
Karhula är en ort i sydöstra Finland. Den ligger i den ekonomiska regionen Kotka-Fredrikshamn  och landskapet Kymmenedalen, 120 km öster om huvudstaden Helsingfors. Karhula ligger 4 meter över havet och antalet invånare är 22 867.
Karhula var ett fabrikssamhälle i Kymmene socken, ombildades 1951 till köping och är numera en förstad till Kotka i Kotka kommun. Kommunen inkorporerades i Kotka stad 1 januari 1977. I Karhula grundades 1874 en såg. Karhula övertogs 1887 av bergsrådet William Ruth som anlade en mångsidig kombination av industrier här, bland annat träsliperi, Karhula glasbruk och mekanisk verkstad. Senare tillkom en kartongfabrik och elektriskt stålgjuteri. Företaget köptes 1915 av Ahlströmkoncernen.
Industrierna utnyttjade kraftverk i Högfors och Koivukoski fors. Även Iittala glasbruk och Strömfors bruk ägdes av Karhula bruk.
År 1931 fanns här omkring 700 arbetare. 1947 hade bolaget 2 100 arbetare.
I Karhula finns också sulfatfabriken Sunila Oy, som anlades 1936–1938 och delvis formgavs av Alvar Aalto. Aalto har också ritat bostadsområdet Bärnäs (finska: Sunila), som uppfördes i anslutningen till fabriken.
Inlandsklimat råder i trakten. Årsmedeltemperaturen i trakten är 4 °C. Den varmaste månaden är augusti, då medeltemperaturen är 16 °C, och den kallaste är januari, med −8 °C.